# Otan
Otan is een bestuurslaag in het regentschap Kupang van de provincie Oost-Nusa Tenggara, Indonesië. Otan telt 798 inwoners (volkstelling 2010).